# Frag den Lesch

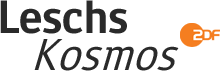
Altes Logo der Sendereihe

Frag den Lesch war eine Sendereihe des ZDF-Dokumentationskanals ZDFneo, in der der Astrophysiker Harald Lesch Themen aus verschiedenen Wissenschaftsbereichen in allgemein verständlicher Form erläuterte. Bis 1. September 2013 hieß die Sendereihe Leschs Kosmos. Im Februar 2014 wurde das ZDF-Wissenschaftsmagazin Abenteuer Forschung wiederum in Leschs Kosmos umbenannt.
Die letzten Folgen wurden im Dezember 2017 ausgestrahlt, wobei ein Teil noch über die ZDFmediathek abrufbar ist. Nach ZDF-Angaben wurde das Format aus Kapazitätsgründen und zugunsten des YouTube-Kanals Terra X Lesch & Co eingestellt, in denen Harald Lesch abwechselnd mit den Moderatoren Mai Thi Nguyen-Kim und Philip Häusser wissenschaftliche Themen und Fragen beantwortet.

## Beschreibung
Die Sendung wurde in der Nacht von Sonntag auf Montag im ZDF und ZDFneo ausgestrahlt. Nach der Ausstrahlung standen die Episoden in der ZDFmediathek zur Verfügung und waren ungefähr ein Jahr als kostenloser Podcast verfügbar.
Die Sendung begann und endete stets mit der nächtlichen Ansicht des Großen Refraktors auf dem Telegrafenberg in Potsdam, wobei aus der geöffneten Teleskopkuppel ein heller Lichtschein erstrahlte.
Das Studio („Der Kosmos“) war ein weißer strukturloser Raum, in dem lediglich wenige weiße, schwarze und orangefarbene Requisiten zu sehen waren:
- Eine weiße Tür im Rahmen, die in einen weißen strukturlosen Gang führte;
- ein weißer quadratischer Fensterrahmen, der schräg im Raum hing;
- ein Stehtisch mit schwarzem Fuß und orangefarbener Platte;
- ein rechteckiges Stück orangefarbener glänzender Bodenbelag;
- ein schwarzer Mackintosh-Stuhl;
- eine orangefarbene Kaffeetasse.

Auch Lesch trug stets schwarze Schuhe, eine schwarze Hose und einen orangefarbenen Pullover mit einem schwarzen Hemd darunter.
Nahezu bei jeder Sendung betrat Lesch das Studio durch die Tür und ging zum Schluss auch wieder durch sie hinaus, wobei er sich oft mit den Worten „Gute Nacht und viel Glück!“ verabschiedete, einer Referenz zu Edward R. Murrow. Das Ende vieler Sendungen wurde durch ein Zitat oder Sprichwort abgerundet.
Ein Running Gag der Sendung bestand darin, dass Lesch zu Beginn den umgefallenen oder verschobenen schwarzen Stuhl wieder an seinen Platz am schmalen Rand des Stücks Bodenbelag zurückstellte. Häufig war zusammen mit dem Stuhl die Tasse mit Kaffee zu sehen, aus der Lesch im Laufe der Sendung immer wieder trank und die er auf dem Stehtisch abstellte. Ein weiterer Running Gag war seine vehemente Unterstreichung, dass die Amerikaner auf dem Mond waren. Ein weiterer Gag war seine Aussage: „Nur für Spassssss“.
Es kam oft zu Dialogen zwischen Lesch und dem Kameramann. Dies war in den meisten Folgen Benedikt Baldrian, der von Lesch Benny genannt wurde, ansonsten ersatzweise Peter Schmehl.
Oft gab es von Geräuschen unterlegte Texteinblendungen, die bestimmte Zahlen und Sachverhalte nochmals festhielten und veranschaulichten. Ebenso waren Einblendungen vorhanden, die augenscheinlich kritische oder humorvolle Gedanken des Kameramannes – stellvertretend für den Zuschauer – darstellten.
Ab 29. April 2012 gab es für Zuschauer die Möglichkeit, per E-Mail Fragen zu sechs Themenkreisen (Die Sache mit der Raumfahrt; Sterne für Sterngucker; Außerirdische und Außerirdisches; Unser Planetensystem; Erfindungen und Entdeckungen; Sonstiges aus Physik und Astrophysik) zu stellen. Teilweise inspirierten diese Fragen die Redaktion zu bestimmten Sendungen. Wenn die Themen von Lesch selbst ausgesucht wurden, ließ er die Fragen gelegentlich von einem gewissen Harald L. stellen.

## Trivia
Die Folge 3 ist in zweifacher Hinsicht ungewöhnlich: Lesch setzt sich am Anfang auf den Stuhl und verabschiedet sich am Ende mit „Gute Nacht“.
In der Folge 18 äußert Lesch das Zitat „Zufall ist das Pseudonym Gottes, wenn er nicht selbst unterschreiben will“. Eine Einblendung verweist auf Anatole France als Ursprung (wobei der Vorname fälschlicherweise ohne E geschrieben wurde). Das Zitat stammt in Wirklichkeit von Théophile Gautier; von France stammt die Aussage: „Der Zufall, das ist letztendlich Gott“.
In der Folge 51 wird als Wert für die Masse der Erde fälschlicherweise „6.000.000.000.000.000.000.000.000 t“ also 6 Quadrillionen Tonnen eingeblendet, tatsächlich sind es aber (näherungsweise) 6 Quadrillionen Kilogramm also 6 Trilliarden Tonnen.
In der Folge 74 wird als Wert der Lichtgeschwindigkeit fälschlicherweise „330.000.000 m/s“ eingeblendet, deren Wert für Faustformelberechnungen im Allgemeinen mit 300.000.000 m/s angegeben wird.
In der Folge 102 verwechselt Lesch stellenweise Energie und Leistung.
In der Folge 140 behauptet Lesch, am CERN wäre das Internet erfunden worden, tatsächlich wurde dort aber lediglich das World Wide Web begründet.
Folge 251 endet äußerst ungewöhnlich: Lesch verabschiedet sich nicht vom Zuschauer und beendet die Folge mit einer Art Lektion. Nach dieser folgt ein plötzlicher Schnitt in den Abspann.
Die Frage eines Zuschauers, wie viele orangefarbene Pullover er denn hätte, beantwortete Lesch in Folge 156 mit der Aussage, es gäbe nur den einen, den er gerade anhat. Allerdings wurde gleichzeitig ein Text eingeblendet, es gäbe noch einen zweiten, falls Lesch mal den Kaffee verschütten sollte.